# Septembre 1888

## Événements
- 3 septembre : charte de l’Imperial British East Africa Company de William Mackinnon (fondée à Londres le 18 avril). Les Britanniques s'implantent au Kenya.

- 9 septembre : annexion de l'île de Pâques par le Chili. L'île compte 178 habitants[1].

- 10 septembre : Louis Archinard est nommé Commandant supérieur du Soudan français à la place de Gallieni.

- 20 septembre : Révolte du roi Abushiri en Afrique orientale allemande contre Emin Pasha (Edward Schnitzer). Elle dure jusqu’à la pendaison d’Abushiri, le 15 décembre 1889.

## Naissances
- 6 septembre : Edward Hearn, acteur américain († 15 avril 1963).
- 12 septembre : Maurice Chevalier, acteur et chanteur française († 1er janvier 1972).
- 16 septembre : Frans Eemil Sillanpää, écrivain finlandais († 3 juin 1964).
- 18 septembre : Archibald Belaney connu sous Grey Owl, protecteur de la nature.
- 24 septembre : Victor Delamarre, homme fort.
- 25 septembre : Stefan Mazurkiewicz, mathématicien polonais († 19 juin 1945).
- 26 septembre : Thomas Stearns Eliot, écrivain britannique († 4 janvier 1965).

## Décès
- 6 septembre : Manuel María Madiedo, écrivain, journaliste et homme politique colombien (° 14 septembre 1815).